# Breeders' Cup

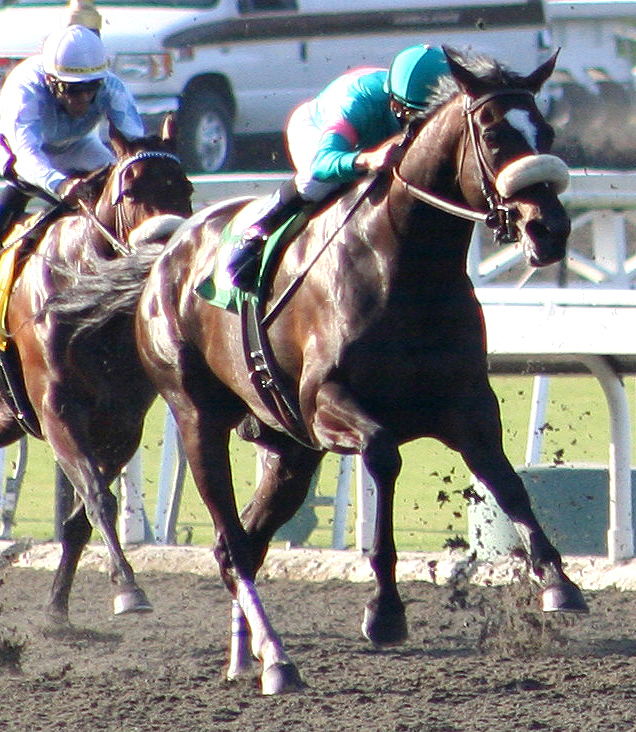
Zeniatta vencendo o Breders Cup Classic

Breeders' Cup e um festival anual de turfe para [[cavalos thoroughbred  disputada nos Estados Unidos e eventualmente Canadá. É de  propriedade da empresa  Breeders' Cup Limited e cada ano ocorre em um hipódromo diferente. O programa tem varias provas classicas corridas em pista de areia ou de grama, em galope plano . Iniciou em 1984 com 7 Grandes Premios, ´mas o número foi expandido , acrescentando-se outros, disputados entre sábado e domingo. O número máximo permitido de cavalos inscritos  por prova é 14, sendo escolhidos  por critérios  de regulamento. Alguns participantes são inscritos  por vencerem alguma das provas que compõe as denominadas Breeders Cup Challenge series , que transcorrem em vários hipódromos do mundo, e tem a característica  vencendo, está inscrito (em inglês : win and you are in). No Brasil , foi incluida como uma das provas da Breeders'Cup Challenge series em 2014, o Grande Prêmio Brasil, cujo vencedor ficou automaticamente inscrito para a prova denominada Breeders Cup Turf. A Breeders'Cup Turf é uma corrida em pista de grama, em 2.400m, . para cvalos de 3 ou mais anos de idade (3yo+).  Entretanto a prova mais famosa é o Breeders Cup Classic  disputado em pista de areia, em 2000 metros, destinado a animais com 3 ou mais anos de idade (3yo+).

## Competições
A cada ano a Breeders Cup é reformulada. Entre as provas  mais tradicionais que a compõem estão:
| Nome                              | Distância - pista     | Condições                         | Prêmio      |
| --------------------------------- | --------------------- | --------------------------------- | ----------- |
| Breeders' Cup Dirt Mile           | 1600 m - areia        | 3 anos et plus                    | $ 1.000.000 |
| Breeders' Cup Filly & Mare Sprint | 1200 m - areia        | Poldras e éguas de 3 anos et plus | $ 1.000.000 |
| Breeders' Cup Juvenile Turf       | 1600 m - grama        | Poldros e poldras de 2 anos       | $ 1.000.000 |
| Breeders' Cup Juvenile Fillies    | 1700 m - areia        | Poldras de 2 anos                 | $ 2.000.000 |
| Breeders' Cup Juvenile            | 1700 m - areia        | Poldras e poldros de 2 anos       | $ 2.000.000 |
| Breeders' Cup Filly & Mare Turf   | 2000 / 2200 m - grama | Poldras e éguas de 3 anos et plus | $ 2.000.000 |
| Breeders' Cup Sprint              | 1200 m - areia        | 3 anos et plus                    | $ 2.000.000 |
| Breeders' Cup Mile                | 1600 m - grama        | 3 anos et plus                    | $ 2.000.000 |
| Breeders' Cup Ladies' Classic     | 1800 m - areia        | Poldras e éguas de 3 anos et plus | $ 2.000.000 |
| Breeders' Cup Turf                | 2400 m - grama        | 3 anos et plus                    | $ 3.000.000 |
| Breeders' Cup Classic             | 2000 m - areia        | 3 anos et plus                    | $ 5.000.000 |

## Vencedores da Breeders' Cup Turf
| Ano  | Vencedor            | Idade | Joquei               | Treinador            | Proprietario              | Tempo   | Bolsa      | Grupo |
| ---- | ------------------- | ----- | -------------------- | -------------------- | ------------------------- | ------- | ---------- | ----- |
| 2013 | Magician            | 3     | Ryan Moore           | Aidan O'Brien        | Tabor, Magnier & Smith    | 2:23.23 | $3,000,000 | I     |
| 2012 | Little Mike         | 5     | Ramon Dominguez      | Dale Romans          | Priscilla Vaccarezza      | 2:22.83 | $3,000,000 | I     |
| 2011 | St Nicholas Abbey   | 4     | Joseph O'Brien       | Aidan O'Brien        | Smith, Tabor & Magnier    | 2:28:85 | $3,000,000 | I     |
| 2010 | Dangerous Midge     | 4     | Frankie Dettori      | Brian J. Meehan      | Iraj Parvizi              | 2:29.40 | $3,000,000 | I     |
| 2009 | Conduit             | 4     | Ryan Moore           | Sir Michael Stoute   | Ballymacoll Farm          | 2:23.75 | $3,000,000 | I     |
| 2008 | Conduit             | 3     | Ryan Moore           | Sir Michael Stoute   | Ballymacoll Farm          | 2:23.42 | $3,000,000 | I     |
| 2007 | English Channel     | 5     | John R. Velazquez    | Todd A. Pletcher     | James T. Scatuorchio      | 2:36.96 | $3,000,000 | I     |
| 2006 | Red Rocks           | 3     | Frankie Dettori      | Brian J. Meehan      | J. Paul Reddam            | 2:27.32 | $2,000,000 | I     |
| 2005 | Shirocco            | 4     | Christophe Soumillon | Andre Fabre          | Baron Georg von Ullmann   | 2:29.20 | $2,000,000 | I     |
| 2004 | Better Talk Now     | 5     | Ramon Dominguez      | H. Graham Motion     | Bushwood Stables          | 2:29.70 | $2,000,000 | I     |
| 2003 | High Chaparral (DH) | 4     | Michael Kinane       | Aidan O'Brien        | Michael Tabor/Sue Magnier | 2:24.24 | $2,000,000 | I     |
| 2003 | Johar (DH)          | 4     | Alex Solis           | Richard Mandella     | The Thoroughbred Corp.    | 2:24.24 | $2,000,000 | I     |
| 2002 | High Chaparral      | 3     | Michael Kinane       | Aidan O'Brien        | Michael Tabor/Sue Magnier | 2:30.14 | $2,000,000 | I     |
| 2001 | Fantastic Light     | 5     | Frankie Dettori      | Saeed bin Suroor     | Godolphin Racing          | 2:24.20 | $2,000,000 | I     |
| 2000 | Kalanisi            | 4     | Johnny Murtagh       | Sir Michael Stoute   | HH Aga Khan IV            | 2:26.96 | $2,000,000 | I     |
| 1999 | Daylami             | 5     | Frankie Dettori      | Saeed bin Suroor     | HH Aga Khan IV/Godolphin  | 2:24.73 | $2,000,000 | I     |
| 1998 | Buck's Boy          | 5     | Shane Sellers        | P. Noel Hickey       | Quarter B Farm            | 2:28.74 | $2,000,000 | I     |
| 1997 | Chief Bearhart      | 4     | Jose Santos          | Mark Frostad         | Sam-Son Farm              | 2:23.92 | $2,000,000 | I     |
| 1996 | Pilsudski           | 4     | Walter Swinburn      | Michael Stoute       | Lord Weinstock            | 2:30.20 | $2,000,000 | I     |
| 1995 | Northern Spur       | 4     | Chris McCarron       | Ron McAnally         | Charles J. Cella          | 2:42.07 | $2,000,000 | I     |
| 1994 | Tikkanen            | 3     | Mike E. Smith        | Jonathan Pease       | Augustin Stable           | 2:26.50 | $2,000,000 | I     |
| 1993 | Kotashaan           | 5     | Kent Desormeaux      | Richard Mandella     | La Presle Farm            | 2:25.16 | $2,000,000 | I     |
| 1992 | Fraise              | 4     | Pat Valenzuela       | William I. Mott      | Madeleine Paulson         | 2:24.08 | $2,000,000 | I     |
| 1991 | Miss Alleged†       | 4     | Eric Legrix          | Pascal Bary          | Fares Farm                | 2:30.95 | $2,000,000 | I     |
| 1990 | In the Wings        | 4     | Gary Stevens         | André Fabre          | Sheikh Mohammed           | 2:29.60 | $2,000,000 | I     |
| 1989 | Prized              | 3     | Ed Delahoussaye      | Neil Drysdale        | Clover Racing/Meadowbrook | 2:28.00 | $2,000,000 | I     |
| 1988 | Great Communicator  | 5     | Ray Sibille          | Thad Ackel           | Class Act Farm            | 2:35.20 | $2,000,000 | I     |
| 1987 | Theatrical          | 5     | Pat Day              | William I. Mott      | Allen E. Paulson          | 2:24.40 | $2,000,000 | I     |
| 1986 | Manila              | 3     | Jose Santos          | LeRoy Jolley         | Bradley M. Shannon        | 2:25.40 | $2,000,000 | I     |
| 1985 | Pebbles†            | 4     | Pat Eddery           | Clive Brittain       | Sheikh Mohammed           | 2:27.00 | $2,000,000 | I     |
| 1984 | Lashkari            | 3     | Yves Saint-Martin    | Alain de Royer-Dupre | HH Aga Khan IV            | 2:25.20 | $2,000,000 | I     |

† Indica fêmea

## Vencedores do Breeders' Cup Classic
| Ano  | Vencedor           | Idade | Jockey             | Treinador            | Proprietário                      | Tempo   | Bolsa      | Grupo |
| ---- | ------------------ | ----- | ------------------ | -------------------- | --------------------------------- | ------- | ---------- | ----- |
| 2013 | Mucho Macho Man    | 5     | Gary L. Stevens    | Katherine Ritvo      | Reeves Thoroughbred Racing        | 2:00.72 | $5,000,000 | I     |
| 2012 | Fort Larned        | 4     | Brian Hernandez    | Ian Wilkes           | Janis R. Whitham                  | 2:00.11 | $5,000,000 | I     |
| 2011 | Drosselmeyer       | 4     | Mike E. Smith      | William I. Mott      | WinStar Farm LLC                  | 2:04.27 | $5,000,000 | I     |
| 2010 | Blame              | 4     | Garrett Gomez      | Albert M. Stall, Jr. | Claiborne Farm/Adele Dilschneider | 2:02.28 | $5,000,000 | I     |
| 2009 | Zenyatta†          | 5     | Mike E. Smith      | John Shirreffs       | Jerry & Ann Moss                  | 2:00.32 | $5,000,000 | I     |
| 2008 | Raven's Pass       | 3     | Frankie Dettori    | John Gosden          | Princess Haya/Darley Racing       | 1:59.27 | $5,000,000 | I     |
| 2007 | Curlin             | 3     | Robby Albarado     | Steve Asmussen       | Stonestreet Stables et al.        | 2:00.59 | $5,000,000 | I     |
| 2006 | Invasor (ARG)      | 4     | Fernando Jara      | Kiaran McLaughlin    | Shadwell Racing                   | 2:02.18 | $5,000,000 | I     |
| 2005 | Saint Liam         | 5     | Jerry Bailey       | Richard Dutrow       | M/M William K. Warren, Jr.        | 2:01.49 | $5,000,000 | I     |
| 2004 | Ghostzapper        | 4     | Javier Castellano  | Robert J. Frankel    | Stronach Stables                  | 1:59.02 | $4,000,000 | I     |
| 2003 | Pleasantly Perfect | 5     | Alex Solis         | Richard Mandella     | Diamond A Racing Corp.            | 1:59.88 | $4,000,000 | I     |
| 2002 | Volponi            | 4     | Jose Santos        | Phillip G. Johnson   | Amherst & Spruce Pond St.         | 2:01.39 | $4,000,000 | I     |
| 2001 | Tiznow             | 4     | Chris McCarron     | Jay M. Robbins       | Cee's Stables                     | 2:00.62 | $4,000,000 | I     |
| 2000 | Tiznow             | 3     | Chris McCarron     | Jay M. Robbins       | Cooper & Straub-Rubens            | 2:00.75 | $4,000,000 | I     |
| 1999 | Cat Thief          | 3     | Pat Day            | D. Wayne Lukas       | Overbrook Farm                    | 1:59.52 | $4,000,000 | I     |
| 1998 | Awesome Again      | 4     | Pat Day            | Patrick B. Byrne     | Stronach Stables                  | 2:02.16 | $4,000,000 | I     |
| 1997 | Skip Away          | 4     | Mike E. Smith      | Sonny Hine           | Carolyn Hine                      | 1:59.16 | $4,400,000 | I     |
| 1996 | Alphabet Soup      | 5     | Chris McCarron     | David Hofmans        | Ridder Thoroughbred Stable        | 2:01.00 | $4,000,000 | I     |
| 1995 | Cigar              | 5     | Jerry Bailey       | William I. Mott      | Allen E. Paulson                  | 1:59.58 | $3,000,000 | I     |
| 1994 | Concern            | 3     | Jerry Bailey       | Richard W. Small     | Robert E. Meyerhoff               | 2:02.41 | $3,000,000 | I     |
| 1993 | Arcangues          | 5     | Jerry Bailey       | Andre Fabre          | Daniel Wildenstein                | 2:00.83 | $3,000,000 | I     |
| 1992 | A.P. Indy          | 3     | Ed Delahoussaye    | Neil Drysdale        | Tsurumaki/Farish/Kilroy           | 2:00.20 | $3,000,000 | I     |
| 1991 | Black Tie Affair   | 5     | Jerry Bailey       | Ernie T. Poulos      | Jeffrey Sullivan                  | 2:02.95 | $3,000,000 | I     |
| 1990 | Unbridled          | 3     | Pat Day            | Carl Nafzger         | Frances A. Genter                 | 2:02.20 | $3,000,000 | I     |
| 1989 | Sunday Silence     | 3     | Chris McCarron     | Charlie Whittingham  | H-G-W Partners                    | 2:00.20 | $3,000,000 | I     |
| 1988 | Alysheba           | 4     | Chris McCarron     | Jack Van Berg        | Dorothy & Pam Scharbauer          | 2:04.80 | $3,000,000 | I     |
| 1987 | Ferdinand          | 4     | Bill Shoemaker     | Charlie Whittingham  | Elizabeth A. Keck                 | 2:01.40 | $3,000,000 | I     |
| 1986 | Skywalker          | 4     | Laffit Pincay, Jr. | Michael Whittingham  | Oak Cliff Stables                 | 2:00.40 | $3,000,000 | I     |
| 1985 | Proud Truth        | 3     | Jorge Velasquez    | John M. Veitch       | Darby Dan Farm                    | 2:00.80 | $3,000,000 | I     |
| 1984 | Wild Again         | 4     | Pat Day            | Vincent Timphony     | Black Chip Stable                 | 2:03.40 | $3,000,000 | I     |

† Indica fêmea

+ Tempo record da corrida